# Словакіяринг
Словакіяринг (Slovakiaring) — автодром у Словаччині за 30 кілометрів від аеропорту Братислави. Побудований в 2008-2009 рр. Автор проекту — австрійський архітектор Ганс Рот (Hans Roth).
Сем Берд встановити поточний рекорд траси 5 вересня 2012 року, під час тестової сесії — 1:41.600 на його Dallara T12 Формули Renault.